# Disciples: Sacred Lands
Disciples: Sacred Lands este un joc video de strategie pe ture distribuit de Strategy First în 1999. Are loc într-o lume fantastică cunoscută ca Sacred Lands și prezintă o luptă pentru dominație între patru rase  din lumea Nevendaar: Imperiul (oamenii), Clanurile din Munți (piticii), Legiunea Condamnaților (demonii) și Hoardele celor Morți (morții).